# 阿默湖

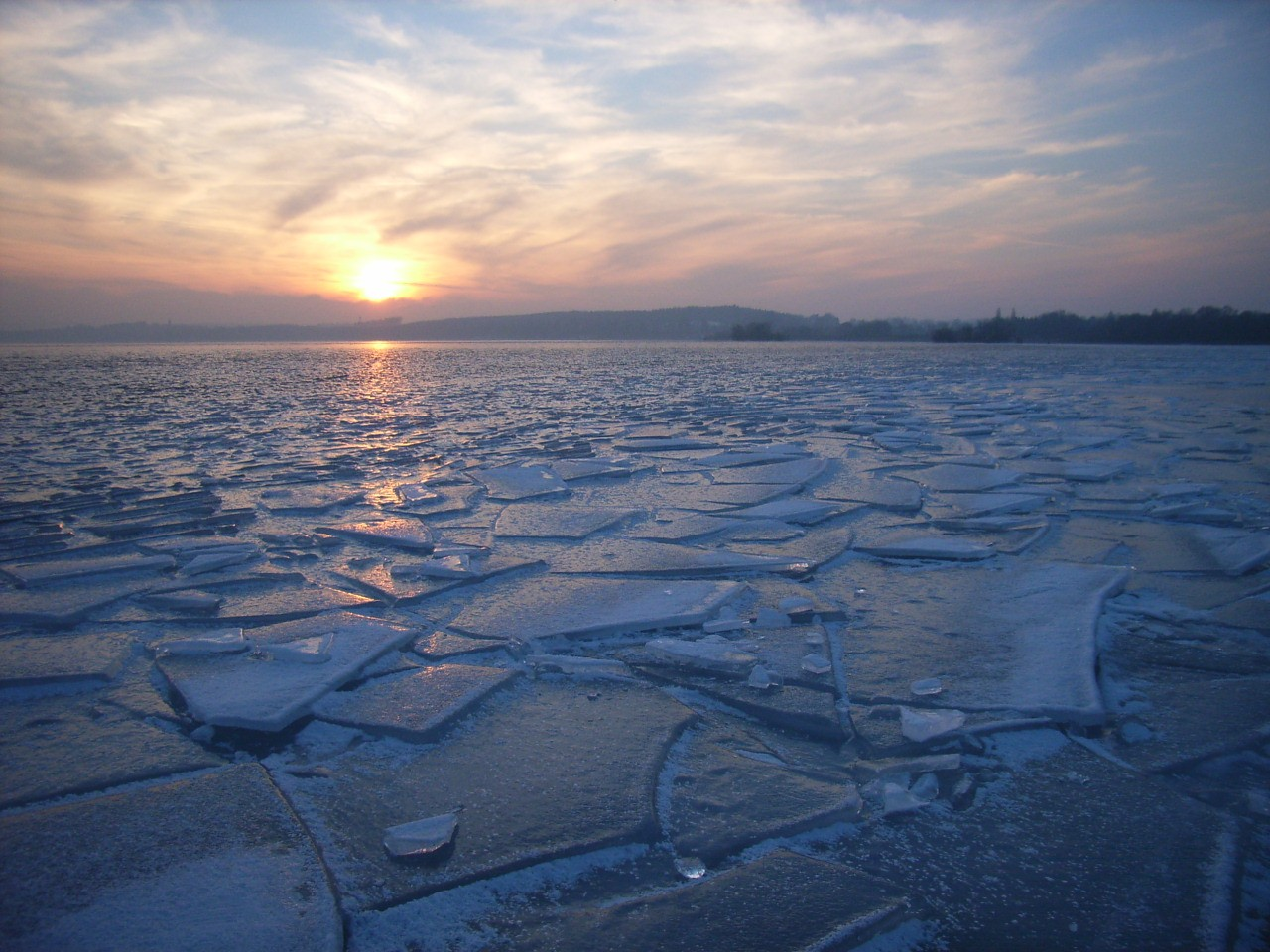

48°00′N 11°07′E / 48.000°N 11.117°E
阿默湖（德語：Ammersee，發音：[ˈamɐˌzeː] ⓘ）是德國的湖泊，地处巴伐利亞州。長16.2公里、寬5公里，面積46.6平方公里，是該國第六大湖泊，集水區面積993平方公里，海拔高度520米，平均水深37.8米，最大水深81米。